# Riverberazione di volume in mare

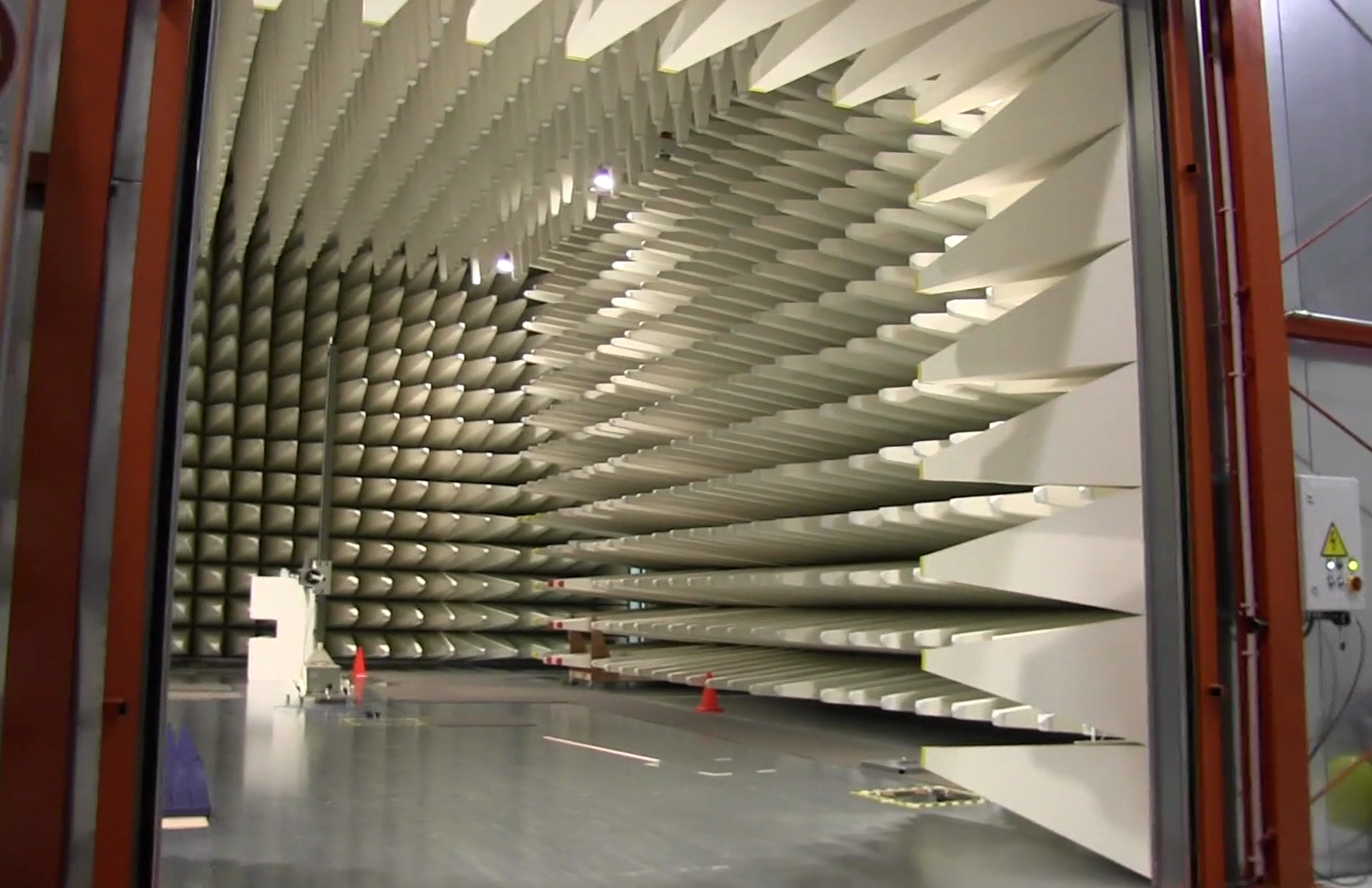
Camera anecoica per studi sulla riverberazione in aria

La riverberazione in mare , fenomeno che accompagna le emissioni acustiche del sonar
generate per l’illuminazione impulsiva dei bersagli è caratterizzata da tre tipi
particolari: 
1. di volume[N 2]

1. di superficie [N 3]

1. di fondo[N 4]

che si manifestano, sia isolatamente, sia contemporaneamente in dipendenza delle caratteristiche dell’ambiente subacqueo.
La riverberazione, in alcuni casi, può ostacolare la scoperta sonar in modalità attiva in quanto può coprire l'eco dei bersagli. 

## Riverberazione di volume

### Lo svolgersi del fenomeno

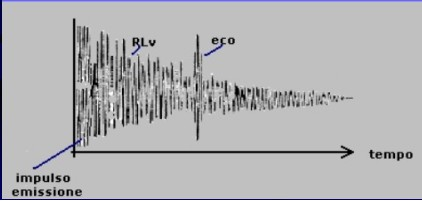
Riverberazione ed eco del bersaglio causati dall'impulso del sonar

La riverberazione di volume in mare, che si manifesta più frequentemente delle altre, è oggetto di buone valutazioni quantitative dipendenti da una ampia fascia di variabili; il fenomeno si genera per la riflessione di piccolissime particelle, in sospensione in mare, che sono colpite dall'impulso emesso dal sonar.
Lo sviluppo della riverberazione di volume, tracciato in figura, si descrive in tre fasi:
-l'emissione dell'impulso del sonar
-la comparsa di una porzione dell'energia acustica (RLv) riflessa dall'ambiente che la riverbera; prima giunge la riverberazione del volume d'acqua investito dall'impulso, successivamente le altre
-la comparsa dell'eco  del bersaglio sulla riverberazione.

### Variabili in gioco
Variabili e loro significato:

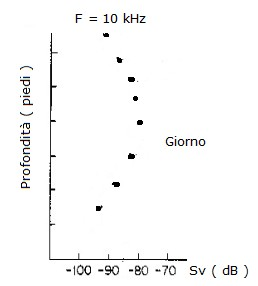
Misure diurne: Andamento di Sv in funzione della profondità alla frequenza di 10 kHz (impulso sonar)

-RLv- esprime il livello del rumore di riverberazione di volume che colpisce la base del sonar. Questa variabile acustica, espressa in {\displaystyle dB/\mu Pa} , è frutto di una computazione 
-SL - indica il livello di pressione acustica generato durante l'emissione dell'impulso da parte del sonar; caratteristica dell'apparato espressa in {\displaystyle dB/\mu Pa/\ 1\ m}
-R - è la variabile indipendente che indica la lunghezza del percorso dei raggi acustici in mare; la distanza tra il sonar e il volume riverberante espressa in metri
-{\displaystyle \alpha } - è il coefficiente d'assorbimento dell'acqua espresso in {\displaystyle dB\ /km}
-Sv - è il coefficiente del riverbero di volume, espresso in {\displaystyle dB}, questo valore, dipendente da fattori ambientali marini, è il più significativo da mettere a calcolo per la determinazione di RLv; numerosissime serie di valori di Sv sono state rilevati sul campo mediante impegnative campagne di misura nelle più diverse condizioni, così come riportato nel testo di Urick
-c - velocità media del suono in acqua, circa {\displaystyle 1530\ m/s}.
-t - durata dell'impulso di emissione del sonar espressa in secondi
-{\displaystyle \psi }- l'angolo solido (in steradianti) che, in virtù delle dimensioni del trasduttore di emissione del sonar, sottende il volume d'acqua V sollecitato dall'energia acustica.
Per l'angolo solido in oggetto sono disponibili alcune tabelle nelle quali, in dipendenza della forma del trasduttore di emissione, è possibile, con alcune approssimazioni, identificare l'espressione relativa alla forma del trasduttore più vicina a quella del sonar in esame 
-V - volume d'acqua coagente con l'impulso d'emissione

### Esplicitazione per il calcolo
Il calcolo dell'andamento di {\displaystyle RLv}, in funzione della distanza, espresso in {\displaystyle dB/\mu Pa}, si esegue applicando la formula: 
{\displaystyle RLv=SL-40\ log\ R+Sv+10\ log\ V} 
per {\displaystyle V} l'espressione del volume del mare coagente con l'impulso:
{\displaystyle V=(c\ t\ R^{2}/2)\ \psi }
Da un primo esame dell'espressione si evince che RLv: 
-s'incrementa con l'aumento del livello (SL) di emissione 
-si riduce con l'aumento della distanza (R) 
-aumenta con l'aumentare del coefficiente di riverbero (Sv) 
-aumenta con l'aumentare della durata (t) dell'impulso
-aumenta con l'incremento del valore dell'angolo solido {\displaystyle \psi }

## Valutazione numerica del fenomeno

### Dati di base
La valutazione numerica del fenomeno si basa su una serie di valori di Sv e di  {\displaystyle \psi }  esposti nel testo di Urick in bibliografia: 
-Per Sv il testo mostra un diagramma relativo a rilievi effettuati tra le Hawaii e la California;
a due frequenze di emissione, di giorno e di notte, a diverse profondità 
-Per {\displaystyle \psi } è data una tabella che ne riporta i valori per alcune forme geometriche del trasduttore è consultabile su 

### Valutazione

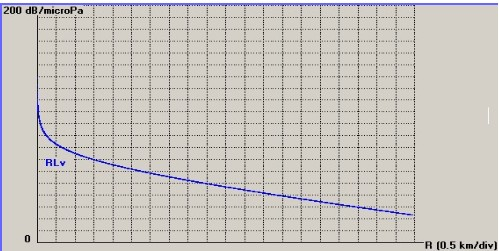
Ampiezza della riverberazione di volume RLv in funzione di R

Calcolo è presentazione grafica di RLv con l'algoritmo:
{\displaystyle RLv=SL-40\ log\ R+Sv+10\ log\ V}
in funzione della distanza {\displaystyle R} e secondo le variabili:
- Frequenza d'emissione: {\displaystyle f=10000\ Hz}
- Velocità del suono: {\displaystyle c=1530\ m/s}
- Trasduttore cilindrico di emissione/ricezione:{\displaystyle d=1\ m\ ;\ h=1\ m}
- Livello di emissione del sonar: {\displaystyle SL=220\ dB/\mu Pa}
- Coefficiente d'assorbimento : {\displaystyle \alpha =1.1\ dB/km\ per\ f=10000\ Hz}
- Durata dell'impulso di emissione:{\displaystyle t=0.01\ s}   . 
- Variabilità della distanza di calcolo: da {\displaystyle R=1\ m\ ad\ R=10000\ m}
- Valore del coefficiente di riverbero Sv:
dal grafico, a titolo d'esempio per {\displaystyle f=10000\ Hz}    , rilievi notturni e profondità di circa {\displaystyle 800\ piedi}
si assume {\displaystyle Sv=-70\ dB}
- Per la funzione {\displaystyle \psi } se ipotizziamo che il trasduttore cilindrico di emissione/ricezione si possa assimilare, ragionevolmente, ad un trasduttore equivalente a superficie quadrata pari alla sezione verticale del cilindro, possiamo contare su di una superficie di {\displaystyle 1\ m} x {\displaystyle 1\ m.}
In base a questo dato, dalla tabella su Urick, possiamo assumere il valore di 
{\displaystyle 10\ log(\psi )=-20\ dB}.
La curva di {\displaystyle RLv} in funzione di {\displaystyle R} è mostrata in figura dalla quale si vede come il rumore dovuto alla riverberazione di volume, ricevuto dal sonar,
inizi subito dopo l'emissione dell'impulso con valori molto elevati per poi decrescere nel tempo
con la distanza fino a ridursi a circa {\displaystyle 22\ dB\ a\ 10000\ m.}
L'esame della figura non fornisce elementi significativi che consentano di avere un'idea
immediata dell'effetto che la riverberazione stessa può avere durante la ricezione dell'eco di un
bersaglio; per ottenere informazioni in tal senso si deve procedere alla comparazione del grafico
di figura con altra curva relativa al comportamento dell'ampiezza dell'eco.

#### Comparazione eco-riverberazione

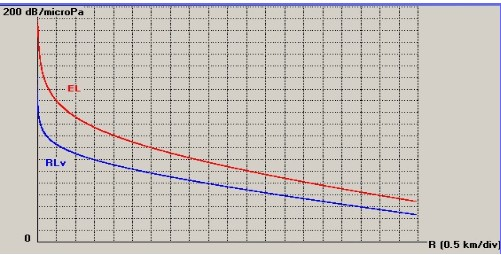
Comparazione tra il livello di riverberazione, traccia blu, e l'ampiezza dell'eco con traccia rossa.

L'effetto della riverberazione sulla ricezione dell'eco è reso evidente attraverso
la comparazione dell'andamento della prima con l'ampiezza dell'eco del bersaglio; per far
ciò e necessario impostare l'equazione del sonar attivo sotto le caratteristiche di emissione
già indicate nella terza sezione con l'aggiunta della forza del bersaglio {\displaystyle TS=10\ dB} (valore liberamente scelto per ottimizzare il risultato grafico dell'esercizio) utilizzando per il calcolo dell'ampiezza dell'eco  {\displaystyle EL\ in\ dB}   l'equazione :
{\displaystyle EL=SL+TS{-}40\ Log(R){-}(2\ \alpha \ R/1000)}
Dalla figura si osserva che un bersaglio con {\displaystyle TS=10\ dB} , in questo specifico esempio, produce un'eco sempre superiore al livello di riverberazione.